# Cucurbita okeechobeensis
Cucurbita okeechobeensis là một loài thực vật có hoa trong họ Cucurbitaceae. Loài này được (Small) L.H.Bailey mô tả khoa học đầu tiên năm 1930.